# Джезерье
Джезерье (тур. cezerye) — восточная сладость (сласть), кондитерское изделие турецкого происхождения. Готовится на основе уваривания и желирования сиропа моркови или сока граната. Цвет желе зависит от основного ингредиента. Так, зелёный цвет встречается у продукта на основе плодов киви.

## Продажа
В российских универсальных магазинах может встречаться в отделах овощей и фруктов в индивидуальной пленочной упаковке относительно небольшой развески. Есть и другие товарные формы и расфасовки.

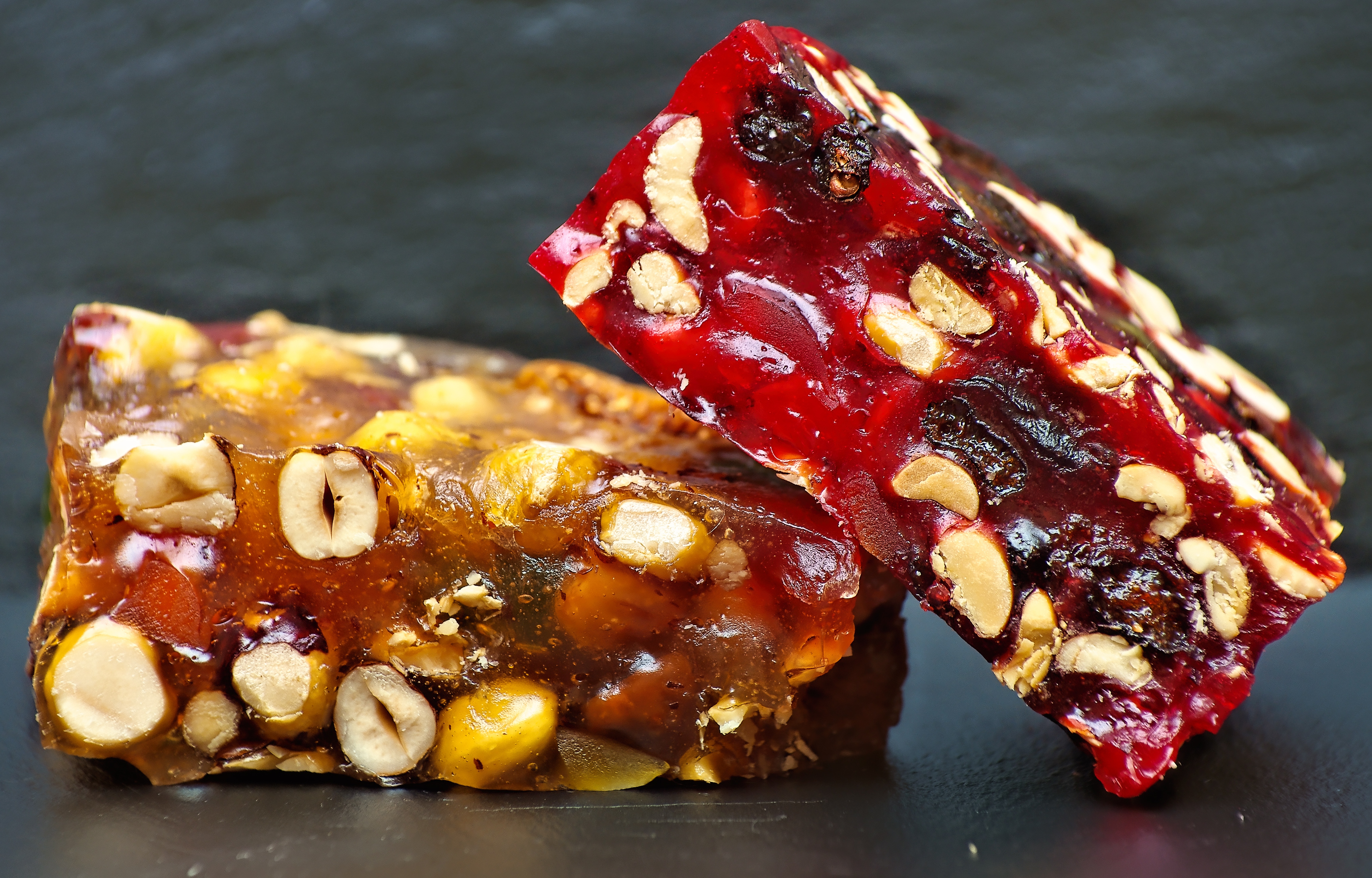
Джезерье

## Медицинские аспекты употребления
На сайтах российских оптовых поставщиков и продавцов экопитания содержится информация о пригодности джезерье для употребления диабетиками. Это утверждение противоречит действительности из-за высокого содержания сахара в продукте и может привести к опасным последствиям.
Содержит орехи (чаще всего фисташки) и часто кокосовую стружку, поэтому лицам с повышенной чувствительностью к данным компонентам следует проявлять
осторожность или избегать употребления данного продукта. Как и при употреблении прочих кондитерских изделий, следует помнить о сохранении здоровья зубов.